# Kamienica przy ulicy Kazimierza Wielkiego 41 we Wrocławiu
Kamienica przy ulicy Kazimierza Wielkiego 41 – zabytkowa kamienica mieszczańska znajdujących się przy ulicy Kazimierza Wielkiego we Wrocławiu.

## Historia posesji i kamienicy
Posesja, na której ulokowana jest kamienica, znajduje się w południowo-zachodniej części miasta. Ten teren został włączony do miasta w 1342 roku, po wielkim pożarze miasta. Na nowym terenie wzniesiono ciąg murów z basztami i barbakanem. Wytyczono również ulicę Carlstrasse na cześć cesarza Karola IV. W XV wieku teren ten należał do tzw. Kwartału Słodowników, rozciągającego się łukiem między obecną ulicą Wierzbową a zachodnim wylotem obecnej ulicy Grodzkiej, między wewnętrznym a zewnętrznym obwodem murów miejskich, przy Czarnej Oławie, stanowiącej fosę wewnętrzną. Nazwa związana jest z profesją słodowników, której przedstawiciele zamieszkiwali ten obszar. Parcele zostały zagospodarowane po wyznaczeniu linii fortyfikacyjnych w latach 1329–1348 i zostały wytyczone przy ówczesnej wschodniej stronie ulicy Vnder den melczern. Od XVI wieku odcinek między ulicami św. Doroty (Dorothengasse) i Krupniczą (Graupegasse) zwany był Hummerei. Kwartał Słodowników w drugiej ćwierci XV w. został podzielony, a obszar między ulicami św. Mikołaja i Świdnicką zaliczony został do tzw. Kwartału Kupców. W pierwszej połowie XIX wieku ta część miasta zmieniła swój charakter na rzemieślniczo-handlowy co było związane z napływem do dzielnicy ludności pochodzenia żydowskiego. Kamienica nr 41, podobnie jak i sąsiednie kamienice nr 39, 43, 47-51, została wzniesiona po pożarze miasta w 1708 roku. Od 1837 do 1943 roku właścicielem kamienicy i jej mieszkańcem była zamożna żydowska rodzina kupiecka Goldschmidt. Ich firma S. E. Goldschmidt & Sohn  założona w 1810 roku, od 1843 do 1942 roku miała w budynku swoją siedzibę.  W kamienicy znajdowały się również mieszkania czynszowe w których mieszkali przedstawiciele różnych zawodów, m.in. mistrz krawiecki, doradca podatkowy, krawcowa, lekarz, szewc. Na planie posesji z 1863 roku widoczne są nieistniejące obecnie oficyny przylegające do elewacji tylnej. W 1934 roku do budynku doprowadzono instalację wodno-kanalizacyjną.   
Na przełomie lat 60. i 70. XX wieku dokonano zmiany numeracji domów przy ulicy Kazimierza Wielkiego. Pierwotnie kamienica miała numer 42.

## Opis architektoniczny
Kamienica została wzniesiona po 1708 roku o czym ma świadczyć zachowany plan budynku z tego okresu. Była to wówczas trzytraktowa kamienica ze sklepioną klatką schodową w trakcie środkowym oraz z dużą sienią na parterze przykrytą sklepieniem kolebkowym z lunetami. Klasycyzujący charakter fasady został nadany w drugiej połowie XIX wieku. Była to wówczas czterokondygnacyjna kamienica pokryta płaskim dachem, czteroosiowa, podpiwniczona. Brama przelotowa prowadząca do sieni znajdowała się w skrajnej wschodniej osi; z sieni wchodziło się przez schody wyrównawcze do trójbiegowej klatki schodowej. W osi fasady na parterze znajdowało się wejście do pomieszczenia sklepowego.  
Czteroosiowa fasada w części parterowej jest boniowana. Pomiędzy kondygnacjami znajduje się gzyms kordonowy. Okna drugiej kondygnacji ujęte zostały pilastrami o głowicach kompozytowych, podtrzymujące prostokątne nadproże z trójkątnym naczółkiem. Pod oknami znajdują się prostokątne płyciny z prostokątną ramą o wklęsłych narożach. Nad oknami trzeciej kondygnacji znajdują się nadproża w postaci gzymsu wspartego na konsolkach. Fasadę od dachu oddziela gzyms koronujący. Budynek pokryty jest dachem namiotowym z dwoma lukarnami. Od strony wschodniej kamienica jest większa od sąsiadującego budynku i jej trzyosiowa elewacja jest widoczna w tylnej części. Tylna elewacja jest sześcioosiowa a czwarta kondygnacja czteroosiowa. Otwory okienne proste, ujęte wąskimi profilowanymi opaskami.

## Po 1945 roku
Kamienica przetrwała działania wojenne w 1945 roku. W latach 1960–1961 przeprowadzono remont kamienicy: zlikwidowano ostatnią kondygnację i zmieniono dach kamienicy na namiotowy oraz dodano dwie lukarny; prawdopodobnie wyremontowano wewnętrzne pomieszczenia kamienicy. W części parterowej dotychczasowe wejście do pomieszczenia sklepowego zostało zamurowane a otwór drzwiowy wybito pomiędzy dwoma oknami.  W latach 2010–2011 wyremontowana została elewacja budynku.   